# Hirnantium
| ❮ | System              | Serie              | Stufe       | ≈ Alter (mya) |
| ❮ | später              | später             | später      | jünger        |
| - | ------------------- | ------------------ | ----------- | ------------- |
| ❮ | O r d o v i z i u m | Ober- ordovizium   | Hirnantium  | 443,4 ⬍ 445,2 |
| ❮ | O r d o v i z i u m | Ober- ordovizium   | Katium      | 445,2 ⬍ 453   |
| ❮ | O r d o v i z i u m | Ober- ordovizium   | Sandbium    | 453 ⬍ 458,4   |
| ❮ | O r d o v i z i u m | Mittel- ordovizium | Darriwilium | 458,4 ⬍ 467,3 |
| ❮ | O r d o v i z i u m | Mittel- ordovizium | Dapingium   | 467,3 ⬍ 470   |
| ❮ | O r d o v i z i u m | Unter- ordovizium  | Floium      | 470 ⬍ 477,7   |
| ❮ | O r d o v i z i u m | Unter- ordovizium  | Tremadocium | 477,7 ⬍ 485,4 |
| ❮ | früher              | früher             | früher      | älter         |

Das Hirnantium ist in der Erdgeschichte die oberste chronostratigraphische Stufe der Oberordovizium-Serie und damit des Ordoviziums überhaupt. Es entspricht geochronologisch in etwa einem Zeitraum von etwa 445,2 bis etwa 443,4 Millionen Jahren. Das Hirnantium löst das Katium ab und wird seinerseits vom Rhuddanium, der untersten Stufe des Silurs beendet.

## Namensgebung und Geschichte
Das Hirnantium ist benannt nach der Ortschaft Cwm Hirnant in der Nähe von Bala im nördlichen Wales. Der Name wurde von John Bevis Beeston Bancroft im Jahre 1933 vorgeschlagen.

## Definition und GSSP
Die Untergrenze ist durch das Erstauftreten der Graptolithen-Art Normalograptus extraordinarius definiert. Sie fällt auch zusammen mit der Basis einer größeren positiven Carbon-13-Isotopen-Abweichung und dem Beginn einer ausgeprägten Meeresspiegelabsenkung, die durch den Beginn einer größeren Vereisung ausgelöst wird. Die Obergrenze (und damit die Grenze zum Silur) ist durch das Erstauftreten der Graptolithen-Art Akidograptus ascensus definiert; nur wenig später erscheint auch die Graptolithen-Art Parakidograptus acuminatus zum ersten Mal. Als „Global Stratotype Section and Point“ (GSSP) wurde das nördliche Wangjiawan-Profil in Wangjiawan, 42 km nördlich der Stadt Yichang (Provinz Hubei, China), bestimmt.